# Villenave-d’Ornon
Villenave-d’Ornon ist eine französische Stadt mit 42.185 Einwohnern (Stand 1. Januar 2022) im Département Gironde in der Region Nouvelle-Aquitaine. Die Stadt liegt im Arrondissement Bordeaux und bildet einen eigenen Kanton.
Villenave-d’Ornon liegt südlich von Bordeaux, am westlichen Ufer der Garonne, in die hier der Zufluss Eau Blanche einmündet.
Villenave-d’Ornon ist ein Weinbauort in der Weinbauregion Graves und gehört zur Appellation Pessac-Léognan.
In Villenave-d'Ornon befindet sich das im Juni 2009 eingeweihte Institut des Sciences de la Vigne et du Vin Bordeaux Aquitaine (ISVV). Es ist das größte Forschungszentrum für Weinbau in Europa und  wurde von den Architekten Nicolas Ragueneau und Antoine Roux entworfen.

## Bevölkerungsentwicklung
| Jahr                       | 1962   | 1968   | 1975   | 1982   | 1990   | 1999   | 2006   | 2016   |
| Einwohner                  | 13.401 | 21.263 | 22.975 | 21.073 | 25.609 | 27.500 | 29.958 | 32.750 |
| Quellen: Cassini und INSEE |        |        |        |        |        |        |        |        |

## Verkehr
Villenave-d’Ornon liegt an der Bahnstrecke Bordeaux–Sète und wird im Regionalverkehr mit TER-Zügen bedient. Außerdem wird die Gemeinde wird durch Buslinien erschlossen.

## Sehenswürdigkeiten
Siehe auch: Liste der Monuments historiques in Villenave-d’Ornon
Kirche St-Martin mit Skulptur Madonna mit Kind aus dem 18. Jahrhundert (Monument historique)
Die Nekropole von Peyrehaut besteht aus fünf Allées couvertes.

## Städtepartnerschaften
Partnerstädte von Villenave-d’Ornon sind seit 1982 Seeheim-Jugenheim in Hessen (Deutschland), Torres Vedras (Portugal) seit 1993 und Bridgend in Wales (Großbritannien) seit 1994.

## Persönlichkeiten
- Louis-Bernard Fischer (1810–1873), Gartenbauer, Landschaftsgestalter, Gärtner und Architekt

## Weblinks

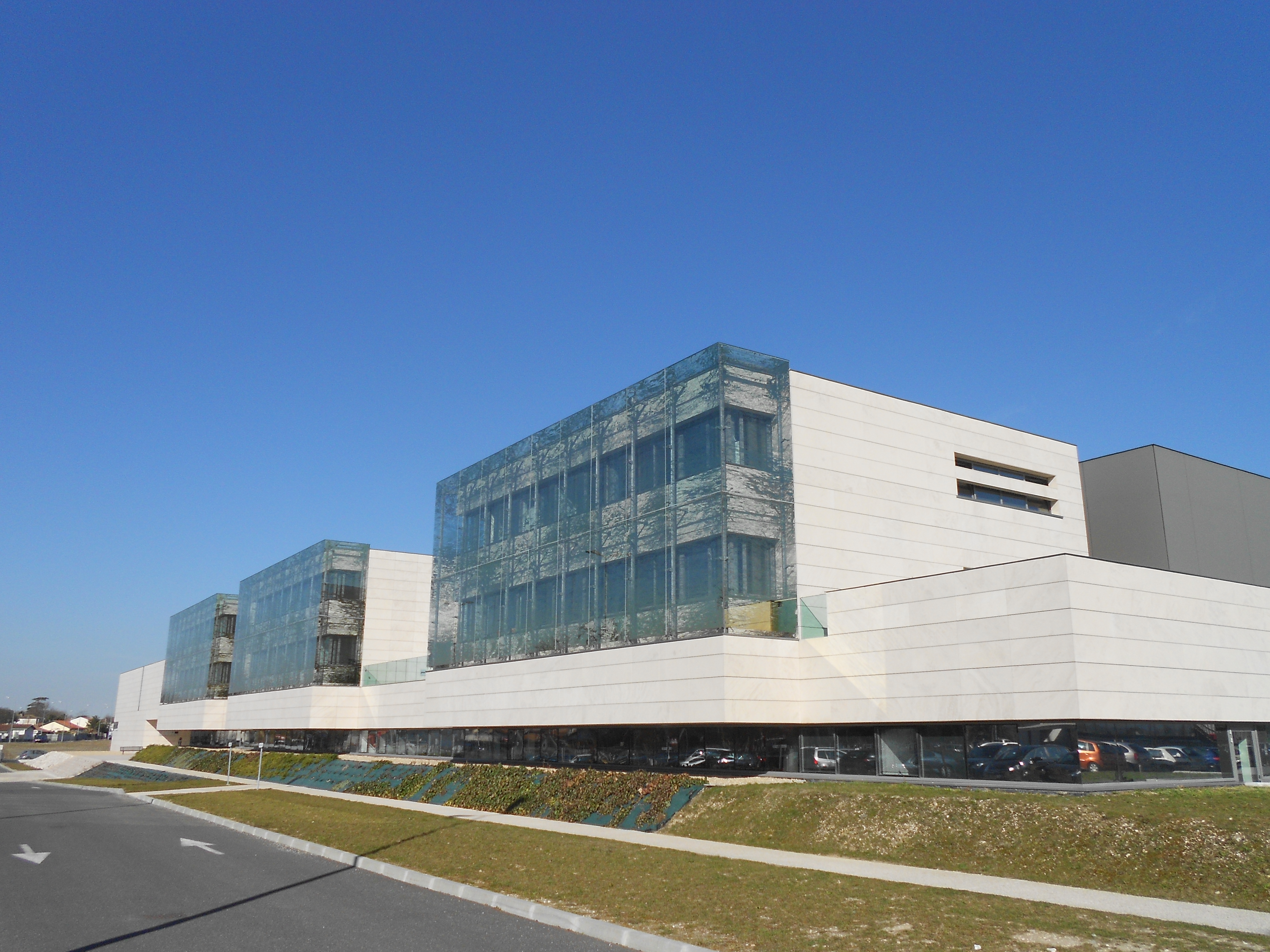
Institut des Sciences de la Vigne et du Vin